# Parysch
Parysch gehört zur Gemeinde Kaslouschtschyna (belarussisch Казлоўшчынскі сельсавет) liegt im Rajon Pastawy (belarussisch Пастаўскі раён; russisch Поставский район) im Westen der Wizebskaja Woblasz in Belarus.

## Name
Einer Legende zufolge beruht der Name des Dorfes auf Napoleon, der auf dem Russlandfeldzug 1812 durch das Dorf kam und meinte, dass es wie Paris aussehe. Das nahm man gerne auf. Nach einer anderen Version hat ein adeliger Gutsherr dem Dorf diesen Namen aus einer Laune herausgegeben.
Im Jahr 1973 wurde Parysch mit einem benachbarten Dorf vereinigt und in Nawadruzk umbenannt. Im Jahr 2006, bekam das Dorf seinen historischen Namen zurück.
- Es gibt zwei weitere kleine Orte mit gleichen Namen (belarussisch „Парыж“/russisch „Париж“): Parisch (Russland) und Parisch (Baschkortostan)

## Infrastruktur
Es gibt eine Bahnstation Nawadruzk (Навадруцк), eine Schule, Poststelle, Kulturzentrum, Bibliothek, ein kleines Krankenhaus, eine Filiale der Bank und zwei Geschäfte, von denen eines „Paris“ heißt.

## Sehenswürdigkeiten

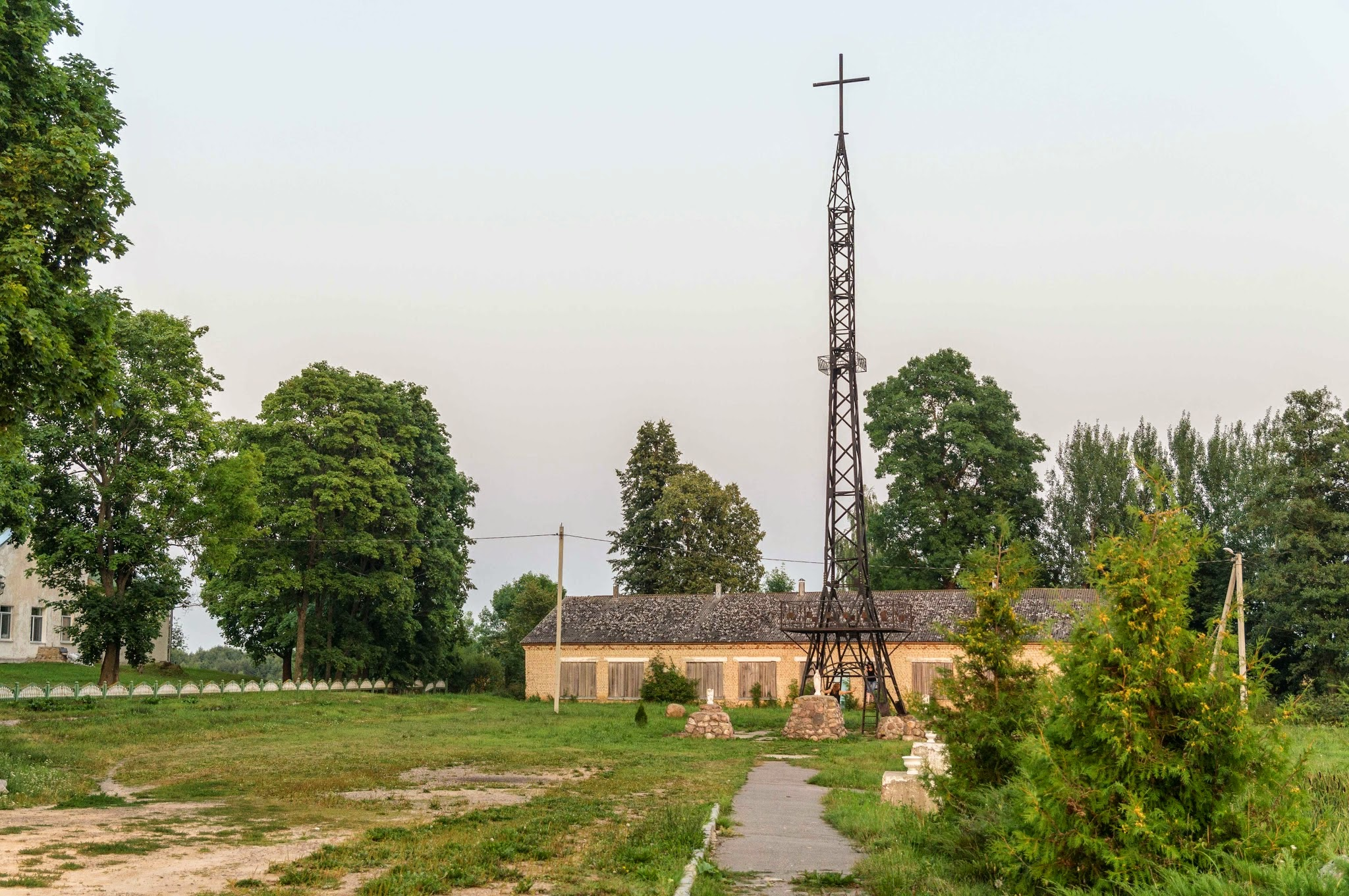
«Эйфелева башня» („Eiffelturm“) in Parysch

- Ein 30 m hoher Stahlskelett-Turm, der oben ein großes, nachts beleuchtetes Kreuz trägt. Man nennt ihn hier den Eiffelturm (belarussisch Эйфелева башня). Der Initiator des Projekts war der katholische Pfarrer der Kirche St. Anna des Nachbardorfs Mosar, Juozas Bulka.
- Ein Museum (lokaler „Louvre“) zu Ehren von Johannes Paul II. Seit dem Tod von Juozas Bulka (2010) ist die aktive Arbeit an der Organisation eingestellt.
- Einige zwei Meter hohe Heiligenfiguren und ein Kreuz mit einem Kruzifix am Ortseingang.
- Die katholische Kirche, ein einstöckiges Gebäude, wurde auf Initiative von Juozas Bulka von einem Laden zur Kirche umgebaut.